# ハウス・オブ・フローレンス
ハウス・オブ・フローレンス（House of Florence）は、イタリアのファッションブランドである。創立者はロベルト・グッチ。

## 概要
1922年GUCCI創業者グッチォ・グッチを系譜とし、GUCCIの最盛を極めたグッチォの息子のルドルフ・グッチとアルド・グッチのうちアルドの息子のロベルト・グッチが開業。
現在、スーパーブランドであるGUCCIにはグッチォ・グッチの血族を継ぐ経営陣が一人も居ない。
これはGUCCIの経営権をめぐる同族同士の骨肉の争いからグッチォ一家は崩壊の一途を辿った事に起因する。
2代目パオロ・グッチの死去に伴い、その甥マウリツィオ・グッチがパオロの子供たちに連衡策を働きかけ、結果的に株式を独占した。しかしマウリツィオが妻の命を受けたマフィアによって暗殺されると、株式は宙に浮き、結局アラブ資本に買い取られてグッチ家は経営から締め出された。
グッチ売却の際に交わされた「グッチ家のブランドであると言う宣伝を一切してはならない」と言う契約（日本の著作権契約にも近い縛り）により、世界展開を阻まれているのが現状である。
アルドの息子のロベルトがグッチ一族のブランドの再興を願い創立したブランドである。グッチォ系譜の血族ブランドが買収と締め出しにより途絶えてしまった今、ハウス・オブ・フローレンスとTOBEGがグッチォ家の系譜を引く唯一無二のブランドと言えるだろう。

## その他
- ハウス・オブ・フローレンスの創業者ロベルト・グッチの息子で同社役員のコジモ・グッチがハウス・オブ・フローレンス社内ブランドCOGUを発表。主に伝統的なデザインとは異なり斬新的なカジュアルラインのウォッチなどを多数発表している。